# Euonymus jinyangensis
Euonymus jinyangensis là một loài thực vật có hoa trong họ Dây gối. Loài này được C.Y.Chang mô tả khoa học đầu tiên năm 1985.